# Shelter (canção de The xx)
"Shelter" é uma canção da banda britânica The xx lançado em 2009 no álbum xx. Em julho de 2011, a cantora Birdy lançou uma versão da mesma, sob a gravadora Atlantic Records.

## Parada musical
| Parada (2011)                            | Pico de posição |
| ---------------------------------------- | --------------- |
| UK Singles (The Official Charts Company) | 50              |